# BWF International Challenge 2013
Die BWF International Challenge 2013 war die siebente Auflage der BWF International Challenge im Badminton.

## Turniere und Sieger
| Veranstaltung | Herreneinzel                | Dameneinzel         | Herrendoppel                         | Damendoppel                          | Mixed                                           |
| ------------- | --------------------------- | ------------------- | ------------------------------------ | ------------------------------------ | ----------------------------------------------- |
| Schweden      | Kento Momota                | Carolina Marín      | Jacco Arends Jelle Maas              | Selena Piek Iris Tabeling            | Peter Käsbauer Isabel Herttrich                 |
| Iran          | Riyanto Subagja             | Neslihan Yiğit      | Wahyu Nayaka Ade Yusuf               | Amelia Alicia Anscelly Soong Fie Cho | nicht ausgetragen                               |
| Österreich    | Kento Momota                | Yui Hashimoto       | Hiroyuki Saeki Ryota Taohata         | Misato Aratama Megumi Taruno         | Chan Yun Lung Tse Ying Suet                     |
| Polen         | Vladimir Malkov             | Shizuka Uchida      | Adam Cwalina Przemysław Wacha        | Rie Eto Yu Wakita                    | Robert Mateusiak Nadieżda Zięba                 |
| Frankreich    | Rajiv Ouseph                | Beatriz Corrales    | Adam Cwalina Przemysław Wacha        | Rie Eto Yu Wakita                    | Robert Blair Imogen Bankier                     |
| Vietnam       | Chan Kwong Beng             | Hana Ramadhini      | Liao Min-chun Yang Po-han            | Lam Narissapat Puttita Supajirakul   | Chan Yun Lung Tse Ying Suet                     |
| Niederlande   | Viktor Axelsen              | Beatriz Corrales    | Łukasz Moreń Wojciech Szkudlarczyk   | Rie Eto Yu Wakita                    | Michael Fuchs Birgit Michels                    |
| Japan         | Kazuteru Kozai              | Kaori Imabeppu      | Kenta Kazuno Kazushi Yamada          | Rie Eto Yu Wakita                    | Lukhi Apri Nugroho Annisa Saufika               |
| Finnland      | Rajiv Ouseph                | Carolina Marín      | Nelson Heg Wei Keat Teo Ee Yi        | Imogen Bankier Petya Nedelcheva      | Anders Skaarup Rasmussen Lena Grebak            |
| Tahiti        | Brice Leverdez              | Salakjit Ponsana    | Ruud Bosch Koen Ridder               | Nicole Grether Charmaine Reid        | Ruud Bosch Salakjit Ponsana                     |
| Peru          | Osleni Guerrero             | Kristen Tsai        | Ruud Bosch Koen Ridder               | Grace Gao Michelle Li                | Toby Ng Grace Gao                               |
| Dänemark      | Viktor Axelsen              | Olga Konon          | Marcus Ellis Paul van Rietvelde      | Line Damkjær Kruse Marie Røpke       | Anders Skaarup Rasmussen Lena Grebak            |
| Spanien       | Hans-Kristian Vittinghus    | Beatriz Corrales    | Adam Cwalina Przemysław Wacha        | Kate Robertshaw Heather Olver        | Anders Skaarup Rasmussen Lena Grebak            |
| Malediven     | Fikri Ihsandi Hadmadi       | Michelle Li         | Tien Tzu-chieh Wang Chi-lin          | Maretha Dea Giovani Melvira Oklamona | K. Nandagopal Maneesha Kukkapalli               |
| Russland      | Eetu Heino                  | Olga Konon          | Baptiste Carême Ronan Labar          | Isabel Herttrich Carla Nelte         | Peter Käsbauer Isabel Herttrich                 |
| Kanada        | Eric Pang                   | Michelle Li         | Hsu Jui-ting Tien Jen-chieh          | Eva Lee Paula Obanana                | Nathan Robertson Jenny Wallwork                 |
| Indonesien    | Jonatan Christie            | Dinar Dyah Ayustine | Praveen Jordan Didit Juang Indrianto | Maretha Dea Giovani Melvira Oklamona | Ardiansyah Putra Devi Tika Permatasari          |
| Ukraine       | Dmytro Zavadsky             | Febby Angguni       | Adam Cwalina Przemysław Wacha        | Imogen Bankier Petya Nedelcheva      | Robert James Blair Imogen Bankier               |
| Belgien       | Andre Kurniawan Tedjono     | Febby Angguni       | Anders Skaarup Rasmussen Kim Astrup  | Imogen Bankier Petya Nedelcheva      | Anders Skaarup Rasmussen Lena Grebak            |
| Tschechien    | Anup Sridhar                | Kirsty Gilmour      | Adam Cwalina Przemysław Wacha        | Imogen Bankier Petya Nedelcheva      | Wang Chi-lin Wu Ti-jung                         |
| Bulgarien     | Emil Holst                  | Beatriz Corrales    | Łukasz Moreń Wojciech Szkudlarczyk   | Gabriela Stoeva Stefani Stoeva       | Robert Blair Imogen Bankier                     |
| Schweiz       | Brice Leverdez              | Zhang Beiwen        | Daniel Benz Chan Kwong Beng          | Anastasia Chervyakova Nina Vislova   | Vitaliy Durkin Nina Vislova                     |
| USA           | Hock Lai Lee                | Zhang Beiwen        | Christian Christianto Hock Lai Lee   | Jing Yu Hong Zhang Beiwen            | Toby Ng Michelle Li                             |
| Brasilien     | Yang Chih-hsun              | Michelle Li         | Phillip Chew Sattawat Pongnairat     | Nicole Grether Charmaine Reid        | Phillip Chew Jamie Subandhi                     |
| Bahrain       | Sameer Verma                | Tanvi Lad           | Rupesh Kumar Sanave Thomas           | Pradnya Gadre Siki Reddy             | Sanave Thomas Prajakta Sawant                   |
| Malaysia      | Arif Abdul Latif            | Hsu Ya-ching        | Selvanus Geh Alfian Eko Prasetya     | Asumi Kugo Yui Miyauchi              | Alfian Eko Prasetya Shendy Puspa Irawati        |
| Wales         | Pablo Abián                 | Zhang Beiwen        | Chris Coles Matthew Nottingham       | Hetian Tang Renuga Veeran            | Chris Langridge Heather Olver                   |
| Puerto Rico   | Brice Leverdez              | Lohaynny Vicente    | Lucas Corvée Brice Leverdez          | Paula Pereira Lohaynny Vicente       | Robert Mateusiak Agnieszka Wojtkowska           |
| Bangladesch   | Yogendran Krishnan          | Pai Hsiao-ma        | Liang Jui-wei Liao Kuan-hao          | Prajakta Sawant Arathi Sara Sunil    | Muhammad Adib Haiqal Nurizwan Sannatasah Saniru |
| Irland        | Misbun Ramdan Mohmed Misbun | Zhang Beiwen        | Adam Cwalina Przemysław Wacha        | Eefje Muskens Selena Piek            | Jacco Arends Selena Piek                        |
| Italien       | Indra Bagus Ade Chandra     | Carolina Marín      | Adam Cwalina Przemysław Wacha        | Eefje Muskens Selena Piek            | Zvonimir Đurkinjak Eva Lee                      |
| Indien        | Sourabh Varma               | Febby Angguni       | Manu Attri B. Sumeeth Reddy          | Pradnya Gadre Siki Reddy             | Akshay Dewalkar Pradnya Gadre                   |